# Ochi de urs (film)
Ochi de urs este un film românesc din 1983, regizat de Stere Gulea după un scenariu care a adaptat nuvela omonimă a lui Mihail Sadoveanu. Rolurile principale au fost interpretate de Dragoș Pâslaru, Sofia Vicoveanca, Daniela Vlădescu, Iosif Stoian, Dorina Lazăr și Maria Pătrașcu.

## Rezumat
În ciuda împotrivirii mamei sale, dar cu încuviințarea tatălui ei, Irimie (Flavius Constantinescu), Ana (Daniela Vlădescu) s-a căsătorit cu pădurarul Culi Ursake (Dragoș Pâslaru). Acesta din urmă este fiul unui coleg de armată al lui Irimie și locuiește, împreună cu mama sa, nana Floarea (Sofia Vicoveanca), într-o casă izolată din vârful munților.
După ce a născut greu un băiat pe nume Octavian, Ana este bolnavă și are permanent febră. Din cauza faptului că doctorul nu putea ajunge în acele pustietăți, soacra sa încearcă să o vindece cu leacuri băbești, dându-i să bea sânge de cocoș negru. Aproape în fiecare noapte Culi are coșmaruri în care soția sa dă copilul unei fete blonde și traversează un râu pe trunchiul unui copac, dar cade în apă.
Iarna următoare se dovedește a fi foarte aspră. Domnii de la Sibiu care anunțaseră că vin la vânătoare și-au amânat planurile, iar prin acele părți se pripășise un lotru pe care jandarmul Alecu (Valentin Uritescu) vrea să-l prindă și să-l dea pe mâna justiției. De la alți pădurari, Culi află că vânatul era distrus sistematic în ultima vreme de un prădător. El pune capcane și într-o zi cețoasă vede un urs mare care înșfacă momeala lăsată într-o râpă. Culi pregătește pușca, dar, când urma să tragă, ursul se uită fix la el și-l derutează. Pădurarul pornește în urmărirea ursului, dar acesta dispare în pădure. Ajuns acasă, mama sa îi spune că trebuie să plece neapărat cu fata la spitalul din Sebeș, deși până acolo sunt peste 30 de km. Maica Domnului i s-a arătat Anei pe la ora 16 și i-a spus să coboare din munți. La auzul acestei vești, Culi, care fusese până atunci absent cu gândul, tresare pentru că tot pe la acea oră văzuse și el ursul în râpă.
Cele două femei și Culi pornesc a doua zi cu sania la vale, pentru a ajunge la oraș. Viscolul se întețește pe drum. Calul Gicu își rupe piciorul, iar pădurarul este nevoit să-l împuște pentru a-i curma suferința. Culi începe să tragă sania el-însuși, dar Ana moare pe drum. După înmormântarea soției, pădurarul devine din ce în ce mai tăcut și comportamentul său este straniu; el zace zile întregi în pat, are gânduri negre și suferă din punct de vedere sufletesc. Dându-și seama că a pătruns ceva necurat în sufletul fiului ei, nana Floarea stropește gospodăria cu apă sfințită primită de la părintele Bogdan. Ea îi spune că trebuie să-și continue viața pentru că are un copil de crescut.
Mama îl duce apoi la grota unui pustnic, unde mai fusese demult și cu soțul ei. Nana Floarea îi spune sihastrului că băiatul ei „și-a întors fața de la viață” și că nu-i dă pace permanent un ochi de urs (simbolul diavolului). Pustnicul îi citește tânărului din Biblie. Tot acolo se afla și Pintilie (Virgil Flonda), „hoțul la drumul mare” pe care-l urmărea jandarmul Alecu, iar sihastrul îl sfătuiește pe acesta să se împace cu oamenii și cu legile lor. În zilele următoare, Culi este atras de o țigancă într-un cort din șatră, unde-i face niște farmece pe care tânărul nu și le mai amintește și-i fură calul abia cumpărat. Nana Floarea o aduce apoi pe descântătoarea Serafima pentru a alunga vrăjile.
Dându-și seama că momentul în care au început toate necazurile este cel în care s-a uitat în ochii ursului, Culi urcă la cabana de vânătoare din pustietatea muntelui și încearcă să dea de urma animalului. El se izolează de toată lumea și nu lasă pe nimeni să vină la el, într-o încercare de autoexorcizare. Într-una din zile, doctorul Nicu vine la vânătoare de cocoși de munte și este îndrumat de nana Floarea la cabană. El se întâlnește cu pădurarul și-i lasă acestuia la despărțire o pușcă cu lunetă. Culi stă toată noaptea în ascunzătoare și spre dimineață aude un mormăit. El țintește ursul și-l împușcă, iar în acel moment i se pare că o vede peste râpă pe Ana, care-l privește cu dragoste. Cu ajutorul câinelui Vidra, pădurarul găsește ursul mort la rădăcina unui copac.
În primăvara următoare, pădurarul se duce să-și ia băiatul care crescuse și-l vede în pădure în brațele unei fetișcane blonde. Ajuns acasă, Culi îi spune mamei sale că a adus cu el și o copilă, iar nana Floarea îi răspunde că rânduiala lumii este ca omul să nu trăiască singur după încercări năprasnice.

## Distribuție
- Dragoș Pâslaru — pădurarul Culi Ursake
- Sofia Vicoveanca — nana Floarea, mama lui Culi
- Daniela Vlădescu — Ana, soția lui Culi
- Iosif Stoian — băiatul Onu Bezarbarză, ucenicul de pădurar
- Dorina Lazăr — mama Anei
- Maria Pătrașcu
- Nicolae Praida — badea Toma
- Niculae Urs (menționat Nicolae Urs)
- Corneliu Mititelu
- Flavius Constantinescu — Irimie, tatăl Anei
- Valentin Uritescu — jandarmul Alecu
- Alexandru Vasiliu
- Rudi Rosenfeld — hangiul Leibu
- Ingeborg Adlef — nemțoaica Estela
- Ion Pavlescu — medicul Micu, vânător amator
- Virgil Flonda — Pintilie, „hoț la drumul mare”
- Maria Lavric
- Manuela Stoicescu
- Szabolcs Cseh (creditat Cseh Szabolcs)
- Ion Barbu
- Nicolae Dide
- Ion Cernea
- Vasile Marcel
- Leonte Amorțitu
- Remus Brănescu
- Vasile Lica
- Ion Podaj
- Cristea Dinu
- Gheorghe Vîntoiu
- Teodor Crăciun

## Producție
Scenariul filmului a fost scris de Stere Gulea și a adaptat nuvela Ochi de urs a lui Mihail Sadoveanu. Filmul a fost realizat în studiourile Centrului de Producție Cinematografică București.
Regizor secund a fost Mariana Petculescu, iar operator filmări combinate Nora Irimescu. Muzica este interpretată de Orchestra de Cameră dirijată de Horia Andreescu. Dresura ursului a fost realizată de Ioana Vîntoiu.
Actorul Dragoș Pâslaru a interpretat în film rolul pădurarului Culi Ursake, care și-a găsit pacea sufletească ca pustnic în munți. Partenerul său din film, Szabolcs Cseh, își amintea că actorul era o persoană sociabilă. „Era foarte haios, absolut OK, foarte dinamic. Nu dădea semne de călugăreală, nu mi-l imaginam să stea cu cărți sfinte în mână... Era foarte expresiv și eram sigur că urma să aibă o carieră specială în teatru și film”. În iunie 1990, Dragoș Pâslaru a participat la manifestațiile civice din Piața Universității, fiind unul dintre lideri. Din cauza interpretării rolului comandantului legionar Horia Sima în filmul Drumeț în calea lupilor (1990), minerii sosiți în București l-au recunoscut și, crezându-l legionar, l-au bătut cu bestialitate. El a zăcut câteva zile în spital în stare de comă și, la scurtă vreme după ce s-a refăcut, a divorțat de soție și s-a călugărit la un schit izolat de lângă Mănăstirea Frăsinei, retrăgându-se în munți ca și personajul interpretat de el în Ochi de urs.
Cântăreața de muzică populară Sofia Vicoveanca a fost distribuită în acest film, după ce regizorul Stere Gulea a văzut-o în mai multe spectacole și a rămas impresionat de personalitatea ei, considerând-o foarte apropiată de personajele imaginate de Mihail Sadoveanu. După câteva probe, i s-a oferit rolul principal feminin din film (mama lui Culi), cântăreața dovedind pe tot parcursul filmărilor că este „de o ținută și de un profesionalism impecabile”. Stere Gulea a avut numai cuvinte de laudă despre Sofia Vicoveanca, spunând că a fost o onoare să lucreze cu ea. Regizorul s-a gândit într-o vreme să facă o nouă ecranizare a romanului Baltagul de Mihail Sadoveanu, considerând-o pe cântăreața bucovineană ca cea mai potrivită interpretă a rolului Vitoria Lipan.
Tânăra soprană Daniela Vlădescu (n. 1956) a interpretat rolul Anei, soția lui Culi. Ea a debutat în film și s-a descurcat mai greu, fiind actriță neprofesionistă. Soprana a afirmat că a fost ajutată de Sofia Vicoveanca să treacă peste momentele mai dificile, susținând-o din punct de vedere sufletește și ridicându-i moralul. „A fost ca o mamă pentru mine, m-a ocrotit, a avut mereu un cuvânt bun, iar toate situațiile câteodată mai încordate dumneaei a știut să le facă mai ușoare”, a mărturisit Daniela Vlădescu.

## Recepție
Filmul Ochi de urs a fost vizionat de 1.392.893 de spectatori la cinematografele din România, după cum atestă o situație a numărului de spectatori înregistrat de filmele românești de la data premierei și până la data de 31.12.2007 alcătuită de Centrul Național al Cinematografiei.
În Istoria filmului românesc (1897-2000) (Ed. Fundației Culturale Române, București, 2000), criticul Călin Căliman considera că Ochi de urs este „un film polemic, o replică la modalitatea «descriptivă», evidentă în mai toate peliculele inspirate din opera ilustrului prozator moldovean. Ochi de urs este o încercare, nu lipsită de reușite (portretistice, psihologice, de atmosferă), de a pătrunde în universul mitic al pădurii românești”. Stere Gulea a apelat la interpreți în mare parte noi: Dragoș Pâslaru, Sofia Vicoveanca, Daniela Vlădescu sau Nicolae Urs, singurul actor experimentat fiind Nicolae Praida (care debutase în 1955).
Criticul Tudor Caranfil a dat filmului o stea din cinci și a făcut următorul comentariu: „Doborât de pierderea soției, un tânăr cioban „și-a întors fața de la viață” într-o acută depresiune. El izbutește să răpună ursul a cărui privire crede că i-a adus nenorocirea. Adaptare a nuvelei omonime de Mihail Sadoveanu, cu exces de ritualuri ezoterice și farmece țigănești. Lipsesc „doar” aura poetică, fabulosul și miticul. Nici un fior de parfum moldav, numai lentoare pustie cu pretenții de „atmosferă” și „interesante” compoziții în dominantă albă ale operatorului Florin Mihăilescu. Personajele se exprimă în cel mai curent idiom dâmbovițean. Singura care are curajul să pună culoare locală și diversitate în rostire e Vicoveanca, și de aceea e și cea mai credibilă. Mulți cineaști l-au lipsit pe Sadoveanu de savoare, dar un asemenea grad de absență a afinității a mai înregistrat doar M. Drăgan la Neamul Șoimăreștilor!”

## Premii
Actorul Dragoș Pâslaru a obținut Premiul pentru cel mai bun actor la Festivalul Internațional al Filmului de la Santarem - Portugalia.